# Polyphylla intermedia
Polyphylla intermedia är en skalbaggsart som beskrevs av Zhang 1981. Polyphylla intermedia ingår i släktet Polyphylla och familjen Melolonthidae. Inga underarter finns listade i Catalogue of Life.